# Punishment pass
Le punishment pass, qui peut être traduit par dépassement punitif, est une forme de conduite automobile visant délibérément à mettre en danger un véhicule dépassé, le plus souvent un vélo, pour le « punir » d'utiliser des infrastructures qui seraient, dans l'esprit du conducteur automobile, « dédiées » à la voiture.
Cette forme de comportement agressif est surtout documentée aux États-Unis et au Royaume-Uni, mais elle est également présente dans d'autres pays, comme la France.

## Nom
Le nom punishment pass est bien entendu surtout attesté dans les pays anglophones. Toutefois la pratique est également répandue dans d'autres pays, notamment la France,.

## Pratique
La pratique du punishment pass consiste, pour un automobiliste, à dépasser un cycliste en roulant le plus près possible de celui-ci, afin de l'effrayer. Ce comportement est motivé, du point de vue du conducteur automobile, par un ressentiment à l'égard du cycliste, qu'il accuse d'occuper « sa » route,.
Les cyclistes interrogés à ce sujet affirment que la plupart du temps, le conducteur n'est pas en mesure d'éviter un accident, et que si ce dernier ne se produit pas, c'est plutôt par chance. Une étude menée en 2015 au Royaume-Uni montre que plus de la moitié des accidents impliquant des cyclistes sont le fait d'une mise en danger volontaire de ce dernier par l'automobiliste, soit du fait d'un dépassement à trop faible distance, soit du fait de la proximité du pare-chocs avant de la voiture avec le vélo, soit du fait d'un violent freinage délibéré du conducteur devant le cycliste,. Certains cyclistes évoquent également des coups de coude ou des brusques écarts au moment où le conducteur automobile arrive au droit du cycliste visé.
La pratique du punishment pass est parfois aussi le fait d'un conducteur d'autobus.
Dans la seule région des Midlands de l'Ouest, en Angleterre, 530 cyclistes meurent d'accidents de la route en quatre ans ; ces accidents sont dus dans 98 % des cas à l'action du conducteur.

## Essai de règlementation
La police américaine est fort peu sensibilisée à ce sujet et souvent incapable de sévir à l'encontre des conducteurs fautifs, ne disposant pas souvent de preuves du dépassement dangereux, et encore moins de l'intentionnalité de la mise en danger. Ainsi, dans le Colorado, un conducteur déjà en probation pour un comportement agressif envers un cycliste en tue un autre à dessein ; l'enquête montre ensuite qu'il a également forcé deux autres cyclistes à quitter la route. Mais malgré ces preuves, il n'est condamné qu'à une peine légère pour conduite « imprudente et négligente ». De même au Royaume-Uni, la police déclare lors d'un incident filmé que ce dernier est dû au cycliste qui « s'est mis en danger […] en se frayant un chemin le long » d'une file de voitures et en se plaçant sur la trajectoire de l'automobiliste. Après les confinements liés à la pandémie de Covid-19, les policiers britanniques conseillent aux cyclistes de ne pas circuler aux heures de pointe du fait de l'agressivité potentielle des conducteurs.
Cette absence de réaction des pouvoirs publics oblige certaines associations de cyclistes américaines et réagir elles-mêmes en créant une base de données de comportements à risques pour en montrer la systématicité et transmettre à la police des dossiers complets sur des conducteurs volontairement violents. Dès sa mise en place, la base de données permet de constater les récidives multiples d'un conducteur, ce qui permet sa condamnation à cinq ans de prison.
Certains pouvoirs publics essaient d'interdire le punishment pass mais la jurisprudence s'avère souvent clémente envers les contrevenants, même quand le ministère public fait appel. Ainsi, un automobiliste écossais ayant tué deux cyclistes différents du fait de ce comportement ne s'est vu imposer que trois cents heures de travaux d'intérêt général et une interdiction de conduite durant cinq ans.
Une tentative est menée en 2016 par la police des Midlands de l'Ouest. Un policier en civil roule à vélo, et ses collègues motorisés sont placés non loin. Si un comportement volontairement dangereux est détecté, le véhicule contrevenant est arrêté et son conducteur se voit proposer des poursuites judiciaires ou un sermon d'un quart d'heure sur les règles de sécurité nécessaires au dépassement d'un cycliste. Lors de la première phase d'expérimentation, 80 conducteurs sont arrêtés en quatre jours, dont un chauffeur de poids-lourd et un élève d'auto-école sous surveillance d'un moniteur.